# Arbeiteropposition
Die Arbeiteropposition war eine oppositionelle Tendenz innerhalb der russischen bolschewistischen Partei in den Jahren von 1919 (erster Widerstand gegen den Kriegskommunismus) bis 1921 (Fraktionsverbot durch Parteitagsbeschluss).
Hauptkritikpunkt war die Deformation des Arbeiterstaates zum Bürokratismus. Dies äußerte sich, laut Arbeiteropposition, durch die undemokratischen Zustände (was zur Beschwerde bei der Komintern vor allem innerhalb der Partei führte) und außerdem durch die Neue Ökonomische Politik sowie ausgesprochene Parteienverbote.
Einfluss konnte die Arbeiteropposition in den Gewerkschaften und der Kommunistischen Partei der Ukraine erlangen.
Die Hauptforderung der Arbeiteropposition bestand darin, die komplette wirtschaftliche Kontrolle in die Hände der Gewerkschaften zu legen.

## Bedeutende Vertreter
- Alexandra Michailowna Kollontai
- Alexander Gawrilowitsch Schljapnikow
- Sergei Pawlowitsch Medwedew
- Gawriil Iljitsch Mjasnikow